# Троянда (архітектура)

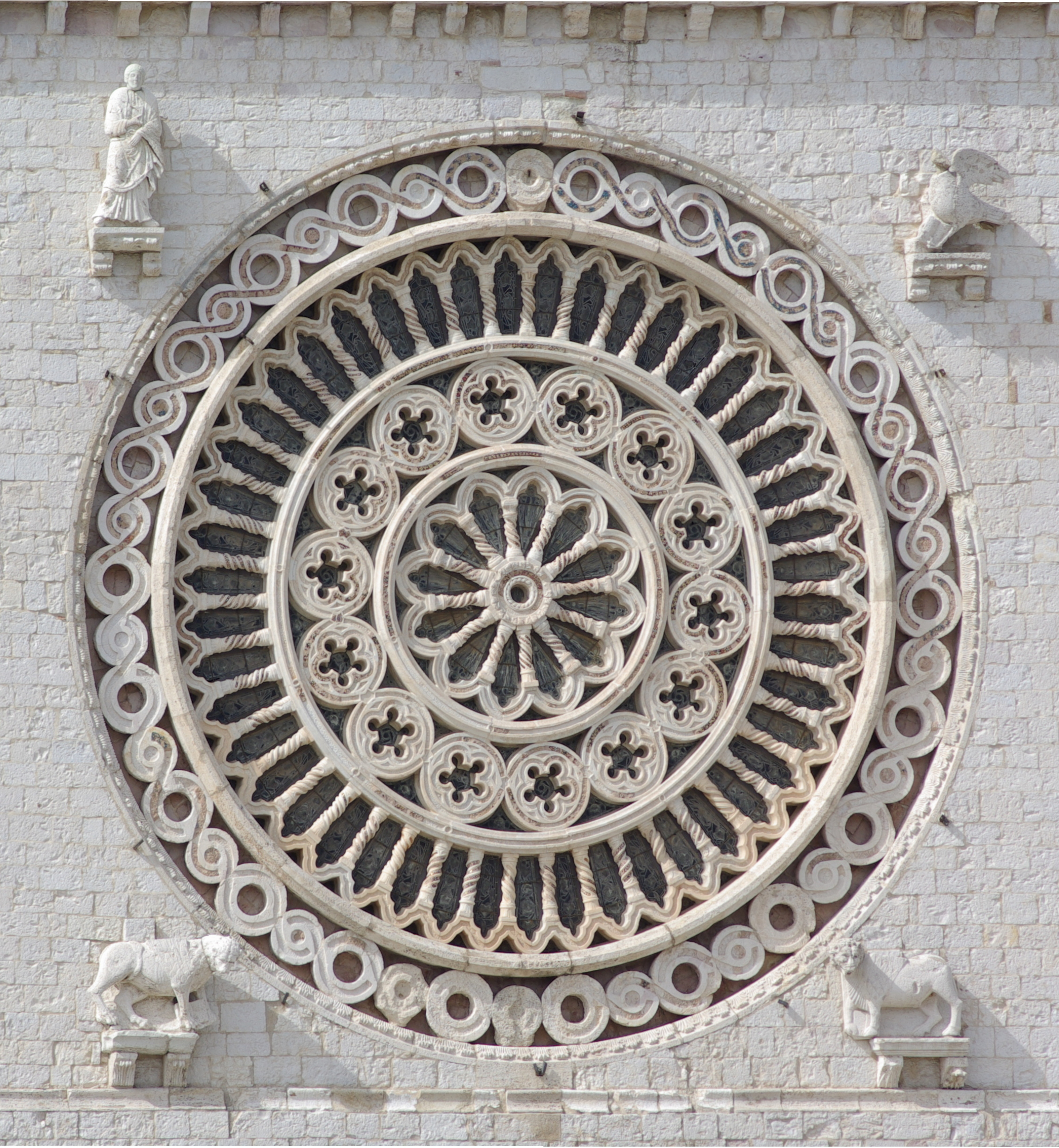
Вікно-троянда верхньої базиліки Сан-Франческо в Ассізі

Троянда (фр. rosace, нім. Fensterrose) — кругле вікно на фасаді католицького храму за готичної доби. Спершу мало простий малюнок у вигляді колеса, згодом рама значно ускладнилася й почала нагадувати пелюстки квітки. Троянди відзначалися величезними розмірами, мереживним орнаментованим оздобленням з радіальною симетрією заповнення отвору. Інколи оздоблення троянда збагачувалося насиченими кольоровими вітражами або доповнювалося скульптурними зображеннями людей, яких доля підносила або скидала (подібне вікно отримало назву «Колесо Фортуни»).

## Символізм

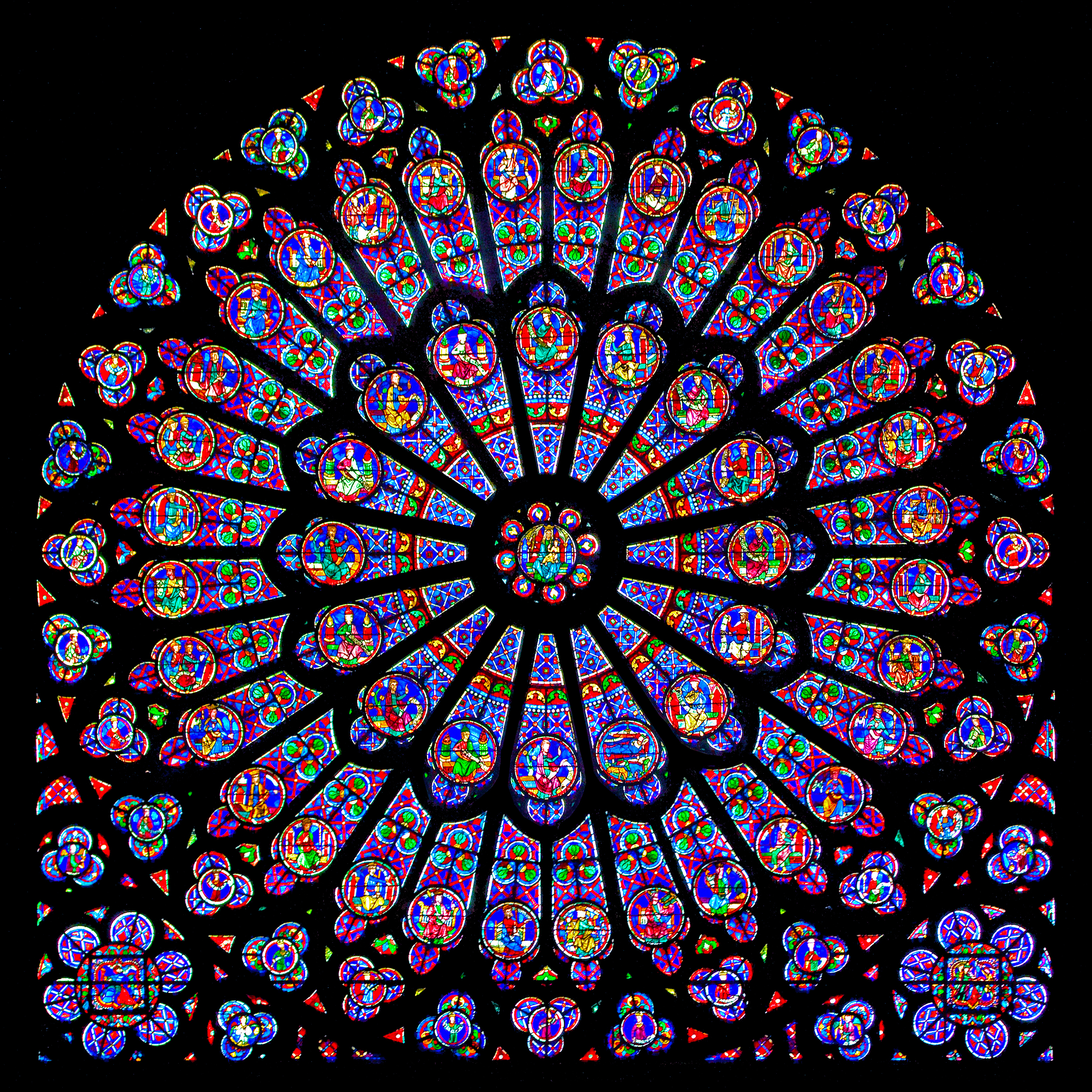
Символізм: північна троянда у Нотр-Дам, Париж, у центрі має зображення Діви Марії і Дитини Христа у Величі, в оточенні пророків і святих.

В готичних соборах та церквах, вікно троянду часто розміщають над Західними дверима, самим основним предметом, який зображено на вітражах цих вікон є страшний суд божий, який за давніми традиціями зображають на фресках або на склі на західній частині стіни споруди. На таких вікнах, Ісус Христос зображений сидячи по середині «світла», а у вогнях довкола нього зображають чотирьох Євангелістів, Апостолів, Пророків, Святих і Янголів. Деякі вікна зображають панування Бога над Небом і Землею і містять зображення знаків Зодіаку та роботи, що відповідають циклу місяців календарного року.
Коли трояндові вікна побудовані на кінцях трансцептів, тоді одне із цих вікон часто присвячене Діві Марії, як Матері Ісуса. В сучасній католицькій традиції, вікно троянда часто асоціюється із Дівою Марією через одне із її імен, яке має відношення до Бернарда Клервоського, і звучить як «Містична троянда». Однак, специфічна асоціація Діви Марії із трояндовим вікном у середньовіччі є малоймовірною, оскільки самої назви «вікно-троянда» не існувало до XVII століття, коли було споруджено декілька таких вікон. Однак, із відродженням готичного стилю в XIX та XX століттях, більшість вітражів, які було встановлено у таких трояндових вікнах, як у нових так і у відновлених церквах були присвячені Діві Марії.